# Verbilki
Verbilki (in russo Вербилки?) è una cittadina della Russia europea centrale, situata nell'oblast' di Mosca. Apparteneva amministrativamente al Taldomskij rajon.
Sorge nella parte settentrionale dell'oblast', sul fiume Dubna, 90 chilometri a nord di Mosca.
La cittadina è sede, dalla metà del XVIII secolo, di uno stabilimento per la produzione di porcellana.